# Georgi Petyrnejczew
Georgi Petyrnejczew, buł. Георги Петърнейчев (ur. 1950) – bułgarski kierowca wyścigowy.

## Kariera
Pod koniec lat 70. rozpoczął rywalizację w Pucharze Pokoju i Przyjaźni w klasie samochodów turystycznych. W 1979 roku był czternasty w klasyfikacji generalnej, zaś rok później – dwunasty. W 1982 roku zajął siódme miejsce, natomiast w sezonie 1983 – trzynaste. W roku 1984 zajął drugie miejsce w Schleizu i trzecie w Albenie, zajmując na koniec sezonu osiemnastą pozycję. Został również mistrzem Bułgarii w klasie samochodów turystycznych. W roku 1985 był między innymi drugi w Reșicie i zajął czwarte miejsce w klasyfikacji Pucharu Pokoju i Przyjaźni. W sezonie 1987 był ósmy w klasyfikacji ogólnej.